# ダインシュテット
ダインシュテット (ドイツ語: Deinstedt) は、ドイツ連邦共和国ニーダーザクセン州のローテンブルク（ヴュンメ）郡に属す町村（以下、本項では便宜上「町」と記述する）で、ザムトゲマインデ・ゼルジンゲンの本部所在地である。

## 地理
首邑であるダインシュテットの他に、マールシュテット、シュテュー、ロール、レー、ハステンベック、フィゾーの集落がこの町に属す。この町の北部とマールシュテット地区をベーファー川が流れている。

## 歴史
ダインシュテットは1148年に初めて文献に記録されている。マールシュテットは、これより前の1132年にブレーメン大司教領の記録簿に記録されている。

### 町村合併
1974年の町村合併により、マールシュテットとダインシュテットが合併した。

## 行政

### 議会
この町の町議会は9議席からなる。

### 紋章
青地で上部に金の首輪の留め金、下部は金の水車の輪が描かれている。前者は1938年に町域内で発掘された青銅器時代の出土品を描いたものである。水車は1132年にはすでにマールシュテットあったことが判明しているシュターデの聖ゲオルク修道院所有の水車の輪である。

## 経済と社会資本

### 交通
ダインシュテットは郡道108号線に面しているが、この道路は町の外数kmの場所で連邦道B71号線に合流する。B71号線は町境をかすめて走っている。この町はB71号線経由でブレーマーハーフェンやツェーフェンと結ばれている。ダインシュテットを、現在も貨物列車が運行している鉄道ブレーマーハーフェン - ローテンブルク (ヴュンメ) 線が通っている。B71号線沿いには1969年に旅客営業が停止されたダインシュテット駅の跡が遺されている。

## 引用
1. ↑  Landesamt für Statistik Niedersachsen, LSN-Online Regionaldatenbank, Tabelle A100001G: Fortschreibung des Bevölkerungsstandes, Stand 31. Dezember 2023